# 니시 15초메 정류장
니시 15초메 정류장(일본어: 西15丁目停留場, にしじゅうごちょうめていりゅうじょう)은 일본 홋카이도 삿포로시 주오구에 위치한 삿포로 시 교통국(삿포로 시영 전차) 이치조 선과 야마하나니시 선의 정류장이다. 정류장 번호는 SC04이다.

## 역사
- 1918년 8월 12일: 노선 신설에 따라 "니시 15초메"의 명칭으로 정류장 개업.
- 2015년 4월 1일: 정류장 번호 설정.

## 정류장 구조
니시 4초메를 출발한 전차는 미나미1조도리를 서진하고 니시 14초메와 니시 15초메 사거리에서 크게 남쪽으로 구부러진다.
2면 2선의 대향식 구조이다. 거의 정면에 스스키노 방향과 니시 4초메 방면의 안전 지대가 마주하고 있다. 안전 지대에는 로드 히팅이 꾸며져 있어 역사가 설치되어 있다. 스스키노 방향의 안전 지대는 횡단 보도와 접하고 있지 않아 승하차 때는 전차에 주의한다.
스스키노 방향에 건늠선이 있다.
주변에 큰 규모의 병원이 많고 이들을 이용한 승하차 이용률이 많다.
- 중앙 경찰서 고코 파출소
- 삿포로 미나미이치조니시 우체국
- 호쿠요 은행 삿포로니시 지점 삿포로 의대 병원 출장소
- NTT 동일본 삿포로 병원
- 삿포로 의과대학・삿포로 의과 대학 부속 병원
- 나카무라 기념 병원
- 삿포로 미나미이치조 병원
- 홋카이도 국립 위생원
- 삿포로 시영 지하철 도자이 선 니시 11초메 역(환승 지정역)

## 인접역
| 삿포로 시 교통국 ● 삿포로 시영 전차 이치조 선 · 야마하나니시 선 | 삿포로 시 교통국 ● 삿포로 시영 전차 이치조 선 · 야마하나니시 선 | 삿포로 시 교통국 ● 삿포로 시영 전차 이치조 선 · 야마하나니시 선 |
| --------------------------------------------------------------- | --------------------------------------------------------------- | --------------------------------------------------------------- |
| SC03 주오쿠야쿠쇼마에 외선 순환                                 | 시영 전철 운행 계통                                             | SC05 니시센6조 내선 순환                                        |